# 8626 Melissarauch
A 8626 Melissarauch (ideiglenes jelöléssel (8626) 1981 EC18) a Naprendszer kisbolygóövében található aszteroida. Schelte J. Bus fedezte fel 1981. március 2-án.